# Ingeborgs Kvarndamm
Ingeborgs Kvarndamm är en sjö i Alvesta kommun i Småland och ingår i Mörrumsåns huvudavrinningsområde.